# Seznam dílů seriálu Specialisté
Toto je seznam dílů seriálu Specialisté. Český kriminální seriál Specialisté je vysílán od 16. ledna 2017 na TV Nova.

## Přehled řad
| Řada | Díly | Premiéra v ČR  | Premiéra v ČR      |
| Řada | Díly | První díl      | Poslední díl       |
| ---- | ---- | -------------- | ------------------ |
| 1    | 8    | 16. ledna 2017 | 6. března 2017     |
| 2    | 37   | 21. srpna 2017 | 28. května 2018    |
| 3    | 38   | 27. srpna 2018 | 10. června 2019    |
| 4    | 25   | 26. srpna 2019 | 16. března 2020    |
| 5    | 11   | 31. srpna 2020 | 16. listopadu 2020 |
| 6    | 16   | 8. března 2021 | 28. června 2021    |
| 7    | 37   | 30. srpna 2021 | 27. června 2022    |
| 8    | 17   | 29. srpna 2022 | 5. prosince 2022   |
| 9    | 19   | 6. února 2023  | 19. června 2023    |
| 10   | 19   | 5. února 2024  | 17. června 2024    |
| 11   | 14   | 3. března 2025 | 9. června 2025     |

## Přehled dílů

### První řada (2017)
- 1. rok

| Č. v seriálu | Č. v řadě | Původní název            | Režie          | Scénář                                            | Premiéra v ČR  | Sledovanost (v mil.) |
| ------------ | --------- | ------------------------ | -------------- | ------------------------------------------------- | -------------- | -------------------- |
| 1            | 1         | Útěk podle jízdního řádu | Peter Bebjak   | Marek Helsner a Nikolaus Schmidt                  | 16. ledna 2017 | 1,263                |
| 2            | 2         | Vražda taxikáře          | Peter Bebjak   | Kateřina Hauserová a Rigobert Mayer               | 23. ledna 2017 | 1,081                |
| 3            | 3         | Temné touhy              | Peter Magát    | Kateřina Hauserová a Sebastian Andrae             | 30. ledna 2017 | 1,116                |
| 4            | 4         | Poslední sbohem          | Peter Magát    | Dan Wlodarczyk a Christine Hartmann               | 6. února 2017  | 1,162                |
| 5            | 5         | Služby z lásky           | Lukáš Hanulák  | Dan Wlodarczyk a Nikolaus Schmidt                 | 13. února 2017 | 1,129                |
| 6            | 6         | Poslední blues           | Lukáš Hanulák  | Dan Wlodarczyk a Heike Rübbert                    | 20. února 2017 | 0,986                |
| 7            | 7         | Burzovní horečka         | Dan Wlodarczyk | Kateřina Hauserová, Sebastian Andrae a Tim Krause | 27. února 2017 | 0,987                |
| 8            | 8         | Popáleniny               | Dan Wlodarczyk | Marek Helsner a Sebastian Andrae                  | 6. března 2017 | 0,973                |

### Druhá řada (2017–2018)
- 2. rok

V době premiéry uváděno v televizních programech průběžným číslováním, tzn. bez označení řady a začalo se od dílu č. 9.
| Č. v seriálu | Č. v řadě | Původní název          | Režie           | Scénář                                                   | Premiéra v ČR      | Sledovanost (v mil.) |
| ------------ | --------- | ---------------------- | --------------- | -------------------------------------------------------- | ------------------ | -------------------- |
| 9            | 1         | Krevní pouto           | Lukáš Hanulák   | Kateřina Hauserová a Heike Rübbert                       | 21. srpna 2017     | 0,840                |
| 10           | 2         | Dívky                  | Lukáš Hanulák   | Kateřina Hauserová, Eva Zahn a Volker A. Zahn            | 28. srpna 2017     | 0,845                |
| 11           | 3         | Janova láska           | Lukáš Hanulák   | Kateřina Hauserová, Hans Schefczyk                       | 4. září 2017       | 0,916                |
| 12           | 4         | Staří přátelé          | Lukáš Hanulák   | Dan Wlodarczyk, Johannes Grieser a Matthias Fischer      | 11. září 2017      | 1,020                |
| 13           | 5         | Dvojí život            | Peter Bebjak    | Dan Wlodarczyk, Uwe Petzold                              | 18. září 2017      | 1,048                |
| 14           | 6         | Na scestí              | Peter Bebjak    | Kateřina Hauserová, Rainer Butt                          | 25. září 2017      | 1,053                |
| 15           | 7         | Staré hříchy           | Peter Bebjak    | Michael L. Bína, Claus Wilbrandt a Nicos Ligouris        | 2. října 2017      | 1,080                |
| 16           | 8         | Desetiboj              | Lukáš Hanulák   | Michael L. Bína, Manuela Brandenstein a Helmut Schweiker | 9. října 2017      | 1,095                |
| 17           | 9         | Mrtvým se nic nedaruje | Lukáš Hanulák   | Kateřina Hauserová, Wolfgang Bellmer                     | 16. října 2017     | 1,116                |
| 18           | 10        | Šmírák                 | Lukáš Hanulák   | Dan Wlodarczyk, Eva Zahn a Volker A. Zahn                | 23. října 2017     | 1,223                |
| 19           | 11        | Smrtící hra            | Peter Magát     | Michael L. Bína, Claus Wilbrandt a Nicos Ligouris        | 30. října 2017     | 1,210                |
| 20           | 12        | Past                   | Peter Magát     | Kateřina Hauserová, Eva a Volker A. Zahn                 | 6. listopadu 2017  | 1,137                |
| 21           | 13        | Pod asfaltem           | Michal Blaško   | Dan Wlodarczyk, Frank Koopmann a Roland Heep             | 13. listopadu 2017 | 1,250                |
| 22           | 14        | Nehoda                 | Michal Blaško   | Kateřina Hauserová, Hen Hermanns                         | 20. listopadu 2017 | 1,201                |
| 23           | 15        | Slepota                | Lukáš Hanulák   | Michael L. Bína, Jürgen Starbatty                        | 27. listopadu 2017 | 1,202                |
| 24           | 16        | Dobří sousedé          | Lukáš Hanulák   | Dan Wlodarczyk, Lo Blickensdorf a Rainer Wittkamp        | 4. prosince 2017   | 1,150                |
| 25           | 17        | Milionářka             | Branislav Mišík | Dan Wlodarczyk, Eva a Volker A. Zahn                     | 8. ledna 2018      | 0,990                |
| 26           | 18        | Jakub a detektivové    | Branislav Mišík | Jan Horník, Wolfgang Bellmer                             | 15. ledna 2018     | 0,959                |
| 27           | 19        | Hon na Gekkona         | Michal Blaško   | Kateřina Hauserová a Dan Wlodarczyk, Hen Henmanns        | 22. ledna 2018     | 0,820                |
| 28           | 20        | Štvanice               | Peter Magát     | Dan Wlodarczyk, Eva a Volker A. Zahn                     | 29. ledna 2018     | 0,912                |
| 29           | 21        | Horké zboží            | Michal Blaško   | Dan Wlodarczyk, Hen Hermanns a Ralf Pingel               | 5. února 2018      | 0,936                |
| 30           | 22        | Konec jedné kariéry    | Lukáš Hanulák   | Dan Wlodarczyk, Anne Neunecker                           | 12. února 2018     | 0,985                |
| 31           | 23        | Poslední rande         | Lukáš Hanulák   | Dan Wlodarczyk, Nikos Ligouris a Claus Wilbrandt         | 19. února 2018     | 1,014                |
| 32           | 24        | Vražda na objednávku   | Peter Magát     | Kateřina Hauserová, Roland Heep a Frank Koopmann         | 26. února 2018     | 1,047                |
| 33           | 25        | Sebeobrana             | Branislav Mišík | Dan Wlodarczyk, Rainer Butt                              | 5. března 2018     | 1,078                |
| 34           | 26        | Hadí doupě             | Branislav Mišík | Jan Horník, Inès Keerl                                   | 12. března 2018    | 0,995                |
| 35           | 27        | Policistka             | Lukáš Hanulák   | Dan Wlodarczyk, Roland Heep a Frank Koopmann             | 19. března 2018    | 0,971                |
| 36           | 28        | Lidský faktor          | Branislav Mišík | Michael L. Bína, Nikos Ligouris a Claus Wilbrandt        | 26. března 2018    | 0,950                |
| 37           | 29        | Mrtvola v bahně        | Lukáš Hanulák   | Michael L. Bína, Dinah Marte Golch a Michael B. Müller   | 2. dubna 2018      | 1,415                |
| 38           | 30        | Zloději                | Branislav Mišík | Dan Wlodarczyk, Hen Hermanns                             | 9. dubna 2018      | 0,972                |
| 39           | 31        | Hudební obětina        | Michal Blaško   | Marta Fenclová, Sebastian Andrae                         | 16. dubna 2018     | 0,980                |
| 40           | 32        | Na uhel                | Michal Blaško   | Dan Wlodarczyk, Heike Rübbert                            | 23. dubna 2018     | 0,953                |
| 41           | 33        | Hvar                   | Róbert Šveda    | Michael L. Bína a Axel Hildebrand                        | 30. dubna 2018     | 0,697                |
| 42           | 34        | Náklad smrtí           | Róbert Šveda    | Dan Wlodarczyk a Axel Hildebrand                         | 7. května 2018     | 0,835                |
| 43           | 35        | Zlomená srdce          | Róbert Šveda    | Dan Wlodarczyk, Inès Keerl                               | 14. května 2018    | 0,701                |
| 44           | 36        | Šťastná rodina         | Róbert Šveda    | Dan Wlodarczyk, Axel Hildebrand                          | 21. května 2018    | 0,909                |
| 45           | 37        | Střelec                | Branislav Mišík | Marta Fenclová, Matthias Weidemann                       | 28. května 2018    | 0,980                |

### Třetí řada (2018–2019)
- 3. rok

V době premiéry uváděno v televizních programech průběžným číslováním, tzn. bez označení řady a začalo se od dílu č. 46.
| Č. v seriálu | Č. v řadě | Původní název         | Režie           | Scénář                                              | Premiéra v ČR      | Sledovanost (v mil.) |
| ------------ | --------- | --------------------- | --------------- | --------------------------------------------------- | ------------------ | -------------------- |
| 46           | 1         | Na vlastní pěst       | Roman Valentko  | Dan Wlodarczyk, Rainer Butt                         | 27. srpna 2018     | 0,845                |
| 47           | 2         | Hledání pokladu       | Roman Valentko  | Marta Fenclová, Heike Rübbert                       | 3. září 2018       | 0,919                |
| 48           | 3         | Tajemství nevěsty     | Branislav Mišík | Kateřina Hauserová, Heike Rübbert                   | 10. září 2018      | 0,893                |
| 49           | 4         | Skok do prázdna       | Róbert Šveda    | Kateřina Hauserová, Heike Rübbert                   | 17. září 2018      | 0,920                |
| 50           | 5         | Ztracená mrtvola      | Róbert Šveda    | Michael L. Bína, Eva a Volker A. Zahn               | 24. září 2018      | 0,908                |
| 51           | 6         | Plný plyn             | Branislav Mišík | Kateřina Hauserová, Tilman Morawetz                 | 1. října 2018      | 0,990                |
| 52           | 7         | Tajnosti a lži        | Branislav Mišík | Dan Wlodarczyk a Jürgen Starbatty                   | 8. října 2018      | 0,969                |
| 53           | 8         | Cena za pravdu        | Roman Valentko  | Marta Fenclová a Rainer Butt                        | 15. října 2018     | 0,968                |
| 54           | 9         | Láska na dvou promile | Roman Valentko  | Dan Wlodarczyk a Hen Hermanns                       | 22. října 2018     | 1,008                |
| 55           | 10        | Na válečné stezce     | Róbert Šveda    | Dan Wlodarczyk, Eva a Volker A. Zahn                | 29. října 2018     | 1,019                |
| 56           | 11        | Zaostřeno             | Branislav Mišík | Dan Wlodarczyk, Mike Bäuml                          | 5. listopadu 2018  | 1,178                |
| 57           | 12        | Klient                | Róbert Šveda    | Dan Wlodarczyk, Heike Rübbert                       | 12. listopadu 2018 | 1,131                |
| 58           | 13        | Obracečka not         | Róbert Šveda    | Michael L. Bína a Hen Hermanns                      | 19. listopadu 2018 | 1,040                |
| 59           | 14        | Žádostivost           | Róbert Šveda    | Dan Wlodarczyk a Heike Rübbert                      | 26. listopadu 2018 | 1,228                |
| 60           | 15        | Duel                  | Branislav Mišík | Kateřina Hauserová a Rainer Butt                    | 3. prosince 2018   | 1,154                |
| 61           | 16        | Vondráčkovo tajemství | Roman Valentko  | Michael L. Bína, Eva a Volker A. Zahn               | 7. ledna 2019      | 1,013                |
| 62           | 17        | Neviditelná vražda    | Roman Valentko  | Michael L. Bína, Roland Heep a Frank Koopmann       | 14. ledna 2019     | 0,835                |
| 63           | 18        | Nový život            | Róbert Šveda    | Dan Wlodarczyk, Michael B. Müller a Jens Köster     | 21. ledna 2019     | 0,913                |
| 64           | 19        | Ztraceno v paměti     | Róbert Šveda    | Dan Wlodarczyk a Mike Bäuml                         | 28. ledna 2019     | 0,969                |
| 65           | 20        | Chlad                 | Branislav Mišík | Kateřina Hauserová, Markus Hofmann a Uwe Kossmann   | 4. února 2019      | 0,915                |
| 66           | 21        | Deja vu               | Branislav Mišík | Dan Wlodarczyk a Michael B. Müller                  | 11. února 2019     | 0,869                |
| 67           | 22        | Den zúčtování         | Daniel Rihák    | Dan Wlodarczyk, Markus Hofmann a Uwe Kossmann       | 18. února 2019     | 0,875                |
| 68           | 23        | Osudová chyba         | Daniel Rihák    | Marta Fenclová, Michael B. Müller                   | 25. února 2019     | 0,905                |
| 69           | 24        | V rouše beránčím      | Róbert Šveda    | Michael L. Bína a Mike Bäuml                        | 4. března 2019     | 0,962                |
| 70           | 25        | Zásilka smrti         | Róbert Šveda    | Dan Wlodarczyk a Heike Rübbert                      | 11. března 2019    | 0,977                |
| 71           | 26        | Prase                 | Branislav Mišík | Dan Wlodarczyk, Frank Koopmann a Roland Heep        | 18. března 2019    | 1,026                |
| 72           | 27        | Vražda po telefonu    | Róbert Šveda    | Marta Fenclová a Axel Hildebrand                    | 25. března 2019    | 0,949                |
| 73           | 28        | Spi sladce            | Branislav Mišík | Marta Fenclová, Markus Hofmann a Uwe Kossmann       | 1. dubna 2019      | 1,023                |
| 74           | 29        | Sběrači lahví         | Branislav Mišík | Michael L. Bína, Martin Frei-Borchers a Karen Thilo | 8. dubna 2019      | 1,140                |
| 75           | 30        | Podlé motivy          | Roman Valentko  | Michael L. Bína a Nani Mahlo                        | 15. dubna 2019     | 1,227                |
| 76           | 31        | Vzdušné zámky         | Roman Valentko  | Kateřina Hauserová a Nani Mahlo                     | 22. dubna 2019     | 1,420                |
| 77           | 32        | Otec, matka, dítě     | Daniel Rihák    | Kateřina Hauserová, Markus Hoffmann a Uwe Kossmann  | 29. dubna 2019     | 1,281                |
| 78           | 33        | Clear                 | Daniel Rihák    | Dalibor Demel, Marc Terjung                         | 6. května 2019     | 1,272                |
| 79           | 34        | Žhář                  | Branislav Mišík | Kateřina Hauserová, Heike Rübbert                   | 13. května 2019    | 1,209                |
| 80           | 35        | Dívka v parku         | Branislav Mišík | Marta Fenclová, Roland Heep a Jeanet Pfitzer        | 20. května 2019    | 1,276                |
| 81           | 36        | Klub rváčů            | Róbert Šveda    | Dan Wlodarczyk, Wiebke Jaspersen                    | 27. května 2019    | 1,225                |
| 82           | 37        | Tvůrčí krize          | Róbert Šveda    | Marta Fenclová, Lisa Zeitz                          | 3. června 2019     | 1,166                |
| 83           | 38        | Oko za oko            | Roman Valentko  | Michael L. Bína, Axel Hildebrand                    | 10. června 2019    | 1,022                |

### Čtvrtá řada (2019–2020)
- 4. rok

V době premiéry uváděno v televizních programech průběžným číslováním, tzn. bez označení řady a začalo se od dílu č. 84.
| Č. v seriálu | Č. v řadě | Původní název         | Režie             | Scénář                                                         | Premiéra v ČR      | Sledovanost (v mil.) |
| ------------ | --------- | --------------------- | ----------------- | -------------------------------------------------------------- | ------------------ | -------------------- |
| 84           | 1         | Zlaté časy            | Roman Valentko    | Michael L. Bína, Axel Hildebrand                               | 26. srpna 2019     | 1,059                |
| 85           | 2         | Dům u řeky            | Róbert Šveda      | Michael L. Bína, Manuel Meimberg a Georg Hartmann              | 2. září 2019       | 1,048                |
| 86           | 3         | Doba ledová           | Róbert Šveda      | Michael L. Bína, Anna LeVine                                   | 9. září 2019       | 1,089                |
| 87           | 4         | Otázka cti            | Roman Fabián      | Kateřina Hauserová, Mike Bäuml                                 | 16. září 2019      | 1,107                |
| 88           | 5         | Fair Trade            | Roman Fabián      | Tomáš Koňařík, Florian Iwersen a Axel Hildebrand               | 23. září 2019      | 1,225                |
| 89           | 6         | Párty                 | Roman Valentko    | Jan Stehlík, Axel Hildebrand                                   | 30. září 2019      | 1,282                |
| 90           | 7         | Zanzibar              | Roman Valentko    | Michael L. Bína, Jürgen Starbatty                              | 7. října 2019      | 1,203                |
| 91           | 8         | Bratři                | Zuzana Marianková | Kateřina Hauserová, Manuel Meimberg a Georg Hartmann           | 14. října 2019     | 1,219                |
| 92           | 9         | Motýl                 | Zuzana Marianková | Tomáš Koňařík, Janine Dittmann a Georg Malcovati               | 21. října 2019     | 1,239                |
| 93           | 10        | Bažina                | Roman Fabián      | Kateřina Hauserová, Manuel Meimberg                            | 28. října 2019     | 1,318                |
| 94           | 11        | Malinin případ        | Roman Fabián      | Sabina Mladenová, Weibke Jaspersen a Wolf-R. Kuhl              | 4. listopadu 2019  | 1,322                |
| 95           | 12        | Můj dům, můj hrad     | Zuzana Marianková | Tomáš Koňařík, Weibke Jaspersen a Wolf-R. Kuhl                 | 11. listopadu 2019 | 1,251                |
| 96           | 13        | Umlčen                | Zuzana Marianková | Michael L. Bína, Axel Hildebrand                               | 18. listopadu 2019 | 1,368                |
| 97           | 14        | Tři ženy              | Róbert Švéda      | Marta Fenclová, Jeanet Pfitzer, Frank Koopmann a Roland Heep   | 25. listopadu 2019 | 1,358                |
| 98           | 15        | Starý přítel          | Róbert Švéda      | Kateřina Hauserová, Eva Zahn a Volker A. Zahn                  | 2. prosince 2019   | 1,311                |
| 99           | 16        | Lucy                  | Róbert Švéda      | Kateřina Hauserová, Marija Erceg                               | 9. prosince 2019   | 1,310                |
| 100          | 17        | Nastavený čas         | Róbert Švéda      | Michael L. Bína, Florian Schumacher a Gregor Eisenbeiß         | 16. prosince 2019  | 1,235                |
| 101          | 18        | Výlet s Emou          | Peter Magát       | Valéria Schulczová, Eva Zahn a Volker A. Zahn                  | 27. ledna 2020     | 0,885                |
| 102          | 19        | Z dobré rodiny        | Peter Magát       | Jan Stehlík, Hanno Hackfort, Richard Kropf a Bob Konrad        | 3. února 2020      | 0,888                |
| 103          | 20        | Bóža                  | Róbert Švéda      | Michael L. Bína, Mike Bäuml                                    | 10. února 2020     | 0,973                |
| 104          | 21        | Pod maskou            | Róbert Švéda      | Marta Fenclová, Richard Kropf, Hanno Hackfort a Bob Konrad     | 17. února 2020     | 1,025                |
| 105          | 22        | Lži                   | Róbert Švéda      | Valéria Schulczová, Hanno Hackfort, Richard Kropf a Bob Konrad | 24. února 2020     | 0,970                |
| 106          | 23        | Tekuté zlato          | Róbert Švéda      | Kateřina Hauserová, Hanno Hackfort, Richard Kropf a Bob Konrad | 2. března 2020     | 1,070                |
| 107          | 24        | Domove, sladký domove | Róbert Švéda      | Dan Wlodarczyk, Axel Hildebrand                                | 9. března 2020     | 1,024                |
| 108          | 25        | V přímém přenosu      | Róbert Švéda      | Marta Fenclová, Georg Hartmann a Manuel Meimberg               | 16. března 2020    | 1,150                |

### Pátá řada (2020)
- 5. rok

V době premiéry uváděno v televizních programech průběžným číslováním, tzn. bez označení řady a začalo se od dílu č. 109.
| Č. v seriálu | Č. v řadě | Původní název  | Režie        | Scénář                                                           | Premiéra v ČR      | Sledovanost (v mil.) |
| ------------ | --------- | -------------- | ------------ | ---------------------------------------------------------------- | ------------------ | -------------------- |
| 109          | 1         | Muž bez paměti | Roman Fabián | Michael L. Bína, Eva Zahn a Volker A. Zahn                       | 31. srpna 2020     | 1,084                |
| 110          | 2         | Vysvobození    | Roman Fabián | Dan Wlodarczyk, Ulf Tschauder                                    | 7. září 2020       | 1,051                |
| 111          | 3         | Synové         | Roman Fabián | Kateřina Hauserová, Christoph Darnstädt                          | 14. září 2020      | 1,149                |
| 112          | 4         | Velký pád      | Roman Fabián | Marta Fenclová, Wiebke Jaspersen a Wolf Rüdiger Kuhl             | 21. září 2020      | 1,172                |
| 113          | 5         | Temný přítel   | Róbert Švéda | Marta Fenclová, Eva Zahn a Volker A. Zahn                        | 5. října 2020      | 1,159                |
| 114          | 6         | Malá tajemství | Róbert Švéda | Jan Stehlík, Axel Hildebrand                                     | 12. října 2020     | 1,202                |
| 115          | 7         | Fotograf       | Róbert Švéda | Dan Wlodarczyk, Manuel Meimberg                                  | 19. října 2020     | 1,331                |
| 116          | 8         | Skleněná oběť  | Róbert Švéda | Valérie Schulczová, Eva Zahn a Volker A. Zahn                    | 26. října 2020     | 1,248                |
| 117          | 9         | Hráz           | Róbert Švéda | Dan Wlodarczyk, Jeanet Pfitzer, Frank Koopmann a Roland Heep     | 2. listopadu 2020  | 1,304                |
| 118          | 10        | Linka 116      | Róbert Švéda | Kateřina Hauserová, Jeanet Pfitzer, Frank Koopmann a Roland Heep | 9. listopadu 2020  | 1,364                |
| 119          | 11        | Skejťák        | Róbert Švéda | Marta Fenclová, Jeanet Pfitzer, Frank Koopmann a Roland Heep     | 16. listopadu 2020 | 1,355                |

### Šestá řada (2021)
- 5. rok

V době premiéry uváděno v televizních programech průběžným číslováním, tzn. bez označení řady a začalo se od dílu č. 120.
| Č. v seriálu | Č. v řadě | Původní název        | Režie        | Scénář                                                           | Premiéra v ČR   | Sledovanost (v mil.) |
| ------------ | --------- | -------------------- | ------------ | ---------------------------------------------------------------- | --------------- | -------------------- |
| 120          | 1         | Dvojnásobná vražda   | Róbert Švéda | Michael L. Bína, Eva Zahn a Volker A. Zahn                       | 8. března 2021  | 1,311                |
| 121          | 2         | Štístko              | Róbert Švéda | Dan Wlodarczyk, Axel Hildebrand                                  | 15. března 2021 | 1,278                |
| 122          | 3         | Vymodlené dítě       | Róbert Švéda | Kateřina Hauserová, Wiebke Jaspersen a Wolf Rüdiger Kuhl         | 22. března 2021 | 1,359                |
| 123          | 4         | Rozlučka se svobodou | Róbert Švéda | Valeria Schulczová, Jeanet Pfitzer, Frank Koopmann a Roland Heep | 29. března 2021 | 1,270                |
| 124          | 5         | Síla krve            | Róbert Švéda | Eva Zahn, Volker A. Zahn, Dalibor Demel                          | 5. dubna 2021   | 1,565                |
| 125          | 6         | Odvykací kúra        | Róbert Švéda | Eva Zahn, Volker A. Zahn, Tomáš Koňařík                          | 12. dubna 2021  | 1,369                |
| 126          | 7         | Nezvěstná            | Róbert Švéda | Dan Wlodarczyk, Jan Braren                                       | 19. dubna 2021  | 1,450                |
| 127          | 8         | Smrt kolegy          | Róbert Švéda | Kateřina Hauserová, Jeanet Pfitzer, Frank Koopmann a Roland Heep | 26. dubna 2021  | 1,331                |
| 128          | 9         | Nouzová operace      | Róbert Švéda | Jeanet Pfitzer, Frank Koopmann, Roland Heep a Marta Fenclová     | 3. května 2021  | 1,259                |
| 129          | 10        | Děti ulice           | Róbert Švéda | Manuel Meimberg a Dan Wlodarczyk                                 | 10. května 2021 | 1,215                |
| 130          | 11        | Romeo a Julie        | Róbert Švéda | Axel Hildebrand a Dan Wlodarczyk                                 | 17. května 2021 | 1,299                |
| 131          | 12        | Naděje               | Róbert Švéda | Uwe Kossmann, Markus Hofmmann a Marta Fenclová                   | 31. května 2021 | 0,995                |
| 132          | 13        | Řeka                 | Róbert Švéda | Manuel Meimberg a Valeria Schulczova                             | 7. června 2021  | 1,114                |
| 133          | 14        | Odplata              | Róbert Švéda | Kateřina Hauserová, Gabriel Merz a Michael Zeeh                  | 14. června 2021 | 1,079                |
| 134          | 15        | Bodyček              | Róbert Švéda | Uwe Kossmann, Markus Hoffmann a Dan Wlodarczyk                   | 21. června 2021 | 1,024                |
| 135          | 16        | Robot                | Róbert Švéda | Jeanet Pfitzer, Frank Koopmann, Roland Heep a Valeria Schulczova | 28. června 2021 | 0,995                |

### Sedmá řada (2021–2022)
- 6. rok

V době premiéry uváděno v televizních programech průběžným číslováním, tzn. bez označení řady a začalo se od dílu č. 136.
| Č. v seriálu | Č. v řadě | Původní název    | Režie         | Scénář                                                          | Premiéra v ČR      | Sledovanost (v mil.) |
| ------------ | --------- | ---------------- | ------------- | --------------------------------------------------------------- | ------------------ | -------------------- |
| 136          | 1         | Utrpení          | Róbert Švéda  | Tomáš Koňařík, Axel Hildebrand                                  | 30. srpna 2021     | 0,904                |
| 137          | 2         | Frankenstein     | Róbert Švéda  | Marta Fenclová, Manuel Meimberg                                 | 6. září 2021       | 0,960                |
| 138          | 3         | Poslední recenze | Róbert Švéda  | Dan Wlodarczyk, Wiebke Jaspersen a Wolf Rüdiger Kuhl            | 13. září 2021      | 0,963                |
| 139          | 4         | Jednou za život  | Róbert Švéda  | Kateřina Hauserová, Axel Hildebrand                             | 20. září 2021      | 1,044                |
| 140          | 5         | Dům vzpomínek    | Róbert Švéda  | Marija Erceg, Marta Fenclová                                    | 27. září 2021      | 0,922                |
| 141          | 6         | Mateřská láska   | Róbert Švéda  | Julia Meimberg, Manuel Meimberg, Kateřina Hauserová             | 4. října 2021      | 1,077                |
| 142          | 7         | Jediný svědek    | Róbert Švéda  | Ulf Tschauder, Valeria Schulczova                               | 11. října 2021     | 1,040                |
| 143          | 8         | Genetický limit  | Róbert Švéda  | Markus Hoffmann, Uwe Kossmann, Dan Wlodarczyk                   | 18. října 2021     | 1,124                |
| 144          | 9         | Full House       | Róbert Švéda  | Roland Heep, Frank Koopmann, Dan Wlodarczyk                     | 25. října 2021     | 1,089                |
| 145          | 10        | Most             | Róbert Švéda  | Frank Koopmann, Roland Heep, Jeanet Pfitzer, Tomáš Koňařík      | 1. listopadu 2021  | 1,121                |
| 146          | 11        | Osamělý muž      | Róbert Švéda  | Manuel Meimberg, Julia Meimberg, Dan Wlodarczyk                 | 8. listopadu 2021  | 1,129                |
| 147          | 12        | Syn              | Róbert Švéda  | Julia Meimberg, Manuel Meimberg, Marta Fenclová                 | 15. listopadu 2021 | 1,151                |
| 148          | 13        | Toy Boy          | Róbert Švéda  | Axel Hildebrand, Kateřina Hauserová                             | 22. listopadu 2021 | 1,174                |
| 149          | 14        | Odbočka          | Matúš Ryšan   | Roland Heep, Frank Koopmann, Jeanet Pfitzer, Dan Wlodarczyk     | 29. listopadu 2021 | 1,109                |
| 150          | 15        | Beze stopy       | Matúš Ryšan   | Axel Hildebrand, Dan Wlodarczyk                                 | 6. prosince 2021   | 1,222                |
| 151          | 16        | Slepá láska      | Peter Magát   | Manuel Meimberg, Julia Meimberg, Kateřina Hauserová             | 13. prosince 2021  | 1,185                |
| 152          | 17        | Černá díra       | Peter Magát   | Manuel Meimberg, Julia Meimberg, Marta Fenclová                 | 7. února 2022      | 1,092                |
| 153          | 18        | Spása            | Róbert Švéda  | Barry Thomson, Annabel Wahba, Tomáš Koňařík                     | 14. února 2022     | 1,092                |
| 154          | 19        | Uvnitř zvířetem  | Róbert Švéda  | Markus Hoffmann, Uwe Kossmann, Tomislav Čečka                   | 21. února 2022     | 1,056                |
| 155          | 20        | Kariéra          | Róbert Švéda  | Marco Girnth, Dan Wlodarczyk                                    | 28. února 2022     | 1,041                |
| 156          | 21        | Rána od srdce    | Peter Magát   | Julia Meimberg, Manuel Meimberg, Kateřina Hauserová             | 7. března 2022     | 1,364                |
| 157          | 22        | Bratr            | Róbert Švéda  | Julia Meimberg, Manuel Meimberg, Dan Wlodarczyk                 | 14. března 2022    | 1,074                |
| 158          | 23        | Královna davu    | Peter Magát   | Julia Meimberg, Manuel Meimberg, Marta Fenclová                 | 21. března 2022    | 1,053                |
| 159          | 24        | Koláček štěstí   | Peter Magát   | Markus Hoffmann, Uwe Kossmann, Michael L. Bína                  | 28. března 2022    | 0,978                |
| 160          | 25        | Falešná múza     | Peter Magát   | Barry Thomson, Dan Wlodarczyk                                   | 4. dubna 2022      | 1,083                |
| 161          | 26        | Trvalá           | Matúš Ryšan   | Roland Heep, Frank Koopmann, Jeanet Pfitzer, Dan Wlodarczyk     | 11. dubna 2022     | 1,182                |
| 162          | 27        | Jako v nebi      | Matúš Ryšan   | Manuel Meimberg, Marta Fenclová                                 | 18. dubna 2022     | 1,385                |
| 163          | 28        | Lehce nabyl      | Matúš Ryšan   | Roland Heep, Frank Koopmann, Jeanet Pfitzer, Michael L. Bína    | 25. dubna 2022     | 1,195                |
| 164          | 29        | Jáma             | Peter Magát   | Jeanet Pfitzer, Frank Koopmann, Roland Heep, Valeria Schulczova | 2. května 2022     | 1,284                |
| 165          | 30        | Fake news        | Peter Magát   | Markus Hoffmann, Uwe Kossmann, Kateřina Hauserová               | 9. května 2022     | 1,184                |
| 166          | 31        | Dvě pivka        | Peter Magát   | Axel Hildebrand, Dan Wlodarczyk                                 | 16. května 2022    | 1,214                |
| 167          | 32        | Perník           | Peter Magát   | Marco Girnth, Dan Wlodarczyk                                    | 23. května 2022    | 1,054                |
| 168          | 33        | Učitelka         | Matúš Ryšan   | Julia Meimberg, Manuel Meimberg, Marta Fenclová                 | 30. května 2022    | 1,210                |
| 169          | 34        | Tatínek          | Matúš Ryšan   | Ulf Tschauder, Tomislav Čečka                                   | 6. června 2022     | 1,222                |
| 170          | 35        | Sněhová královna | Matúš Ryšan   | Julia Meimberg, Manuel Meimberg, Michael L. Bína                | 13. června 2022    | 1,167                |
| 171          | 36        | U Zlaté Žofky    | Matúš Ryšan   | Manuel Meimberg, Kateřina Hauserová                             | 20. června 2022    | 1,129                |
| 172          | 37        | Keny u ledu      | Ondrej Hraška | Ulf Tschauder, Susanne Wiegand, Kateřina Hauserová              | 27. června 2022    | 1,073                |

### Osmá řada (2022–2023)
- 7. rok

V době premiéry uváděno v televizních programech průběžným číslováním, tzn. bez označení řady a začalo se od dílu č. 173.
| Č. v seriálu | Č. v řadě | Původní název     | Režie         | Scénář                                                          | Premiéra v ČR      | Sledovanost (v mil.) |
| ------------ | --------- | ----------------- | ------------- | --------------------------------------------------------------- | ------------------ | -------------------- |
| 173          | 1         | Únos              | Ondrej Hraška | Axel Hildebrand, Michael L. Bína                                | 29. srpna 2022     | 0,955                |
| 174          | 2         | Najdu tě          | Ondrej Hraška | Julia Meimberg, Manuel Meimberg, Marta Fenclová                 | 29. srpna 2022     | 0,866                |
| 175          | 3         | Touha             | Peter Magát   | Julia Meimberg, Manuel Meimberg, Tomáš Hodan                    | 5. září 2022       | 0,967                |
| 176          | 4         | Malinková         | Peter Magát   | Roland Heep, Frank Koopmann, Jeanet Pfitzer, Valeria Schulczová | 5. září 2022       | 0,970                |
| 177          | 5         | Baťůžkáři         | Peter Magát   | Roland Heep, Frank Koopmann, Jeanet Pfitzer, Dan Wlodarczyk     | 12. září 2022      | 1,018                |
| 178          | 6         | Zlato vandalů     | Peter Magát   | Roland Heep, Frank Koopmann, Jeanet Pfitzer, Kateřina Hauserová | 19. září 2022      | 1,034                |
| 179          | 7         | Z nebeských výšin | Matúš Ryšan   | Roland Heep, Frank Koopmann, Jeanet Pfitzer, Kateřina Hauserová | 26. září 2022      | 1,083                |
| 180          | 8         | Světlana          | Matúš Ryšan   | Markus Hoffmann, Uwe Kossmann, Dan Wlodarczyk                   | 3. října 2022      | 1,078                |
| 181          | 9         | Skythové          | Matúš Ryšan   | Roland Heep, Frank Koopmann, Jeanet Pfitzer, Dan Wlodarczyk     | 10. října 2022     | 1,100                |
| 182          | 10        | Taxi              | Matúš Ryšan   | Markus Hoffmann, Uwe Kossmann, Valeria Schulczová               | 17. října 2022     | 1,090                |
| 183          | 11        | Lhostejnost       | Matúš Ryšan   | Markus Hoffmann, Uwe Kossmann, Valeria Schulczová               | 24. října 2022     | 1,100                |
| 184          | 12        | Kus těla          | Róbert Šveda  | Marco Girnth, Michael L. Bína                                   | 31. října 2022     | 1,050                |
| 185          | 13        | Hodinový manžel   | Róbert Šveda  | Roland Heep, Frank Koopmann, Jeanet Pfitzer, Dan Wlodarczyk     | 7. listopadu 2022  | 1,118                |
| 186          | 14        | Přiznání          | Róbert Šveda  | Markus Hoffmann, Uwe Kossmann, Dan Wlodarczyk                   | 14. listopadu 2022 | 1,047                |
| 187          | 15        | Slušný život      | Róbert Šveda  | Axel Hildebrand, Kateřina Hauserová                             | 21. listopadu 2022 | 1,011                |
| 188          | 16        | Poslední splátka  | Peter Magát   | Gabriel Merz, Michael Zeeh, Dan Wlodarczyk                      | 28. listopadu 2022 | 0,956                |
| 189          | 17        | Oko zákona        | Peter Magát   | Markus Hoffmann, Uwe Kossmann, Kateřina Hauserová               | 5. prosince 2022   | 1,166                |

### Devátá řada (2023)
- 7. rok

V době premiéry uváděno v televizních programech průběžným číslováním, tzn. bez označení řady a začalo se od dílu č. 190.
| Č. v seriálu | Č. v řadě | Původní název          | Režie         | Scénář                                                          | Premiéra v ČR   | Sledovanost (v mil.) |
| ------------ | --------- | ---------------------- | ------------- | --------------------------------------------------------------- | --------------- | -------------------- |
| 190          | 1         | Věčný život (1)        | Peter Magát   | Markus Hoffmann, Uwe Kossmann, Valeria Schulczová               | 6. února 2023   | 1,008                |
| 191          | 2         | Věčný život (2)        | Peter Magát   | Markus Hoffmann, Uwe Kossmann, Valeria Schulczová               | 13. února 2023  | 1,009                |
| 192          | 3         | Zatáčka                | Peter Magát   | Roland Heep, Frank Koopmann, Jeanet Pfitzer, Marta Fenclová     | 20. února 2023  | 1,079                |
| 193          | 4         | V pasti                | Ondrej Hraška | Markus Hoffmann, Uwe Kossmann, Kateřina Hauserová               | 27. února 2023  | 1,035                |
| 194          | 5         | Kyselina               | Peter Magát   | Jeanet Pfitzer, Frank Koopmann, Roland Heep, Michael L. Bína    | 6. března 2023  | 1,080                |
| 195          | 6         | Smrt u soudu           | Ondrej Hraška | Frank Koopmann, Roland Heep, Jeanet Pfitzer, Valeria Schulczová | 13. března 2023 | 1,106                |
| 196          | 7         | Boží mlýny (1)         | Ondrej Hraška | Eckhard Theophill, Rainer R. Jahreis, Robert Geisler            | 20. března 2023 | 1,048                |
| 197          | 8         | Boží mlýny (2)         | Ondrej Hraška | Eckhard Theophill, Rainer R. Jahreis, Robert Geisler            | 27. března 2023 | 1,044                |
| 198          | 9         | Sen o štěstí           | Matúš Ryšan   | Julia Meimberg, Kristin Schade, Michael L. Bína                 | 3. dubna 2023   | 1,208                |
| 199          | 10        | Mrazivý případ         | Matúš Ryšan   | Gabriel Merz, Michael Zeeh, Dan Wlodarczyk                      | 10. dubna 2023  | 1,361                |
| 200          | 11        | Zachraň se, kdo můžeš  | Matúš Ryšan   | Susanne Wiegand, Kateřina Hauserová                             | 17. dubna 2023  | 1,296                |
| 201          | 12        | Vydána napospas smrti  | Matúš Ryšan   | Markus Hoffmann, Uwe Kossmann, Valeria Schulczová               | 24. dubna 2023  | 1,178                |
| 202          | 13        | Mimořádná událost      | Peter Magát   | Frank Koopmann, Roland Heep, Jeanet Pfitzer, Dan Wlodarczyk     | 1. května 2023  | 1,242                |
| 203          | 14        | Na čí straně stojíš?   | Peter Magát   | Frank Koopmann, Roland Heep, Jeanet Pfitzer, Michael L. Bína    | 8. května 2023  | 1,205                |
| 204          | 15        | Výročí maturity        | Ondrej Hraška | Frank Koopmann, Roland Heep, Jeanet Pfitzer, Michael L. Bína    | 22. května 2023 | 1,119                |
| 205          | 16        | Veselý výlet autobusem | Ondrej Hraška | Frank Koopmann, Roland Heep, Jeanet Pfitzer, Robert Geisler     | 29. května 2023 | 1,112                |
| 206          | 17        | Hra na oběť            | Peter Magát   | Axel Hildebrand, Valeria Schulczová                             | 5. června 2023  | 1,128                |
| 207          | 18        | Sugardaddy             | Ondrej Hraška | Frank Koopmann, Jeanet Pfitzer, Roland Heep, Valeria Schulczová | 12. června 2023 | 1,115                |
| 208          | 19        | Lolita                 | Peter Magát   | Markus Hoffmann, Uwe Kossmann, Michael L. Bína                  | 19. června 2023 | 1,079                |

### Desátá řada (2024)
- 8. rok

V době premiéry uváděno v televizních programech průběžným číslováním, tzn. bez označení řady a začalo se od dílu č. 209.
| Č. v seriálu | Č. v řadě | Původní název           | Režie              | Scénář                                                          | Premiéra v ČR   | Sledovanost (v mil.) |
| ------------ | --------- | ----------------------- | ------------------ | --------------------------------------------------------------- | --------------- | -------------------- |
| 209          | 1         | Mimo zákon (1)          | Matúš Ryšan        | Markus Hoffmann, Uwe Kossmann, Robert Geisler                   | 5. února 2024   | 1,112                |
| 210          | 2         | Mimo zákon (2)          | Matúš Ryšan        | Markus Hoffmann, Uwe Kossmann, Robert Geisler                   | 12. února 2024  | 1,161                |
| 211          | 3         | Smrt na hedvábné stezce | Matúš Ryšan        | Frank Koopmann, Roland Heep, Jeanet Pfitzer, Michal L. Bína     | 19. února 2024  | 1,093                |
| 212          | 4         | Blok                    | Matúš Ryšan        | Manuel Meimberg, Georg Hartmann, Kateřina Hauserová             | 26. února 2024  | 1,121                |
| 213          | 5         | Smrt v nabídce          | Peter Magát        | Frank Koopmann, Roland Heep, Jeanet Pfitzer, Kateřina Hauserová | 4. března 2024  | 1,172                |
| 214          | 6         | Svázaný král            | Peter Magát        | Leis Bagdach, Constanze Knoche, Robert Geisler                  | 11. března 2024 | 1,150                |
| 215          | 7         | Sám proti mafii         | Ondrej Hraška      | Frank Koopmann, Roland Heep, Jeanet Pfitzer, Valeria Schulczová | 18. března 2024 | 1,154                |
| 216          | 8         | V utajení (1)           | Peter Magát        | Axel Hildebrand, Valeria Schulczová                             | 25. března 2024 | 1,150                |
| 217          | 9         | V utajení (2)           | Peter Magát        | Axel Hildebrand, Valeria Schulczová                             | 1. dubna 2024   | 1,238                |
| 218          | 10        | Pro Lídu                | Ondrej Hraška      | Ulf Tschauder, Robert Geisler                                   | 8. dubna 2024   | 1,020                |
| 219          | 11        | Vedlejší účinky         | Ondrej Hraška      | Gabriel Merz, Michael Zeeh, Michal L. Bína                      | 15. dubna 2024  | 0,967                |
| 220          | 12        | Temná triáda            | Ondrej Hraška      | Markus Hoffmann, Uwe Kossmann, Dan Wlodarczyk                   | 22. dubna 2024  | 1,058                |
| 221          | 13        | Královna                | Ondrej Hraška      | Roland Heep, Frank Koopmann, Jeanet Pfitzer, Robert Geisler     | 29. dubna 2024  | 0,970                |
| 222          | 14        | Grafoman                | Ondrej Hraška      | Etienne Heimann, Michal L. Bína                                 | 6. května 2024  | 1,026                |
| 223          | 15        | Ježíš žije!             | Ondrej Hraška      | Frank Koopmann, Roland Heep, Jeanet Pfitzer, Kateřina Hauserová | 20. května 2024 | 0,962                |
| 224          | 16        | Pod povrchem            | Ondrej Hraška      | Julia Meimberg, Kristin Schade, Valeria Schulczová              | 27. května 2024 | 0,990                |
| 225          | 17        | Šalali                  | Martin Bystriansky | Susanne Wiegand, Kateřina Hauserová                             | 3. června 2024  | 1,095                |
| 226          | 18        | Sousedka                | Martin Bystriansky | Markus Hoffmann, Uwe Kossmann, Dan Wlodarczyk                   | 10. června 2024 | 1,077                |
| 227          | 19        | Máš na to!              | Martin Bystriansky | Frank Koopmann, Roland Heep, Jeanet Pfitzer, Valeria Schulczová | 17. června 2024 | 0,953                |

### Vánoční speciál (2024)
Délka tohoto dílu je 14 minut.
| Č. v seriálu | Č. v řadě | Původní název        | Režie       | Scénář         | Premiéra v ČR     | Sledovanost (v mil.) |
| ------------ | --------- | -------------------- | ----------- | -------------- | ----------------- | -------------------- |
|              |           | Vražda pod stromeček | Matúš Ryšan | Robert Geisler | 16. prosince 2024 | 1,169                |

### Jedenáctá řada (2025)
- 9. rok

V době premiéry uváděno v televizních programech průběžným číslováním, tzn. bez označení řady a začalo se od dílu č. 228.
| Č. v seriálu | Č. v řadě | Původní název          | Režie              | Scénář                                                          | Premiéra v ČR   | Sledovanost (v mil.) |
| ------------ | --------- | ---------------------- | ------------------ | --------------------------------------------------------------- | --------------- | -------------------- |
| 228          | 1         | Holky od koní          | Peter Magát        | Frank Koopmann, Jeanet Pfitzer, Roland Heep, Valeria Schulczová | 3. března 2025  | 1,063                |
| 229          | 2         | Krev není voda         | Peter Magát        | Axel Hildebrand, Valeria Schulczová                             | 10. března 2025 | 1,058                |
| 230          | 3         | Olympijská naděje      | Peter Magát        | Frank Koopmann, Jeanet Pfitzer, Roland Heep, Robert Geisler     | 17. března 2025 | 1,113                |
| 231          | 4         | Venkovská idyla        | Peter Magát        | Frank Koopmann, Jeanet Pfitzer, Roland Heep, Kateřina Hauserová | 24. března 2025 | 1,046                |
| 232          | 5         | Žabí královny          | Matúš Ryšan        | Dani Merkel, Fabien Virayie, Kateřina Hauserová                 | 31. března 2025 | 1,018                |
| 233          | 6         | Spolubydlící           | Matúš Ryšan        | Markus Hoffmann, Uwe Kossmann, Valeria Schulczová               | 7. dubna 2025   | 1,009                |
| 234          | 7         | Kdo s koho             | Matúš Ryšan        | Markus Hoffmann, Uwe Kossmann, Robert Geisler                   | 14. dubna 2025  | 0,928                |
| 235          | 8         | Smrt v nákupním košíku | Matúš Ryšan        | Axel Hildebrand, Kateřina Hauserová                             | 21. dubna 2025  | 1,095                |
| 236          | 9         | Prepper 1 část         | Martin Bystriansky | Markus Hoffmann, Uwe Kossmann, Kateřina Hauserová               | 28. dubna 2025  | 0,993                |
| 237          | 10        | Prepper 2 část         | Martin Bystriansky | Markus Hoffmann, Uwe Kossmann, Kateřina Hauserová               | 5. května 2025  | 1,036                |
| 238          | 11        | Smrt v kapele          | Martin Bystriansky | Axel Hildebrand, Robert Geisler                                 | 19. května 2025 | 0,866                |
| 239          | 12        | Světlo a stín          | Martin Bystriansky | Andreas Heckmann, Ralf Ruland, Michael L. Bína                  | 26. května 2025 | 1,002                |
| 240          | 13        | Poslední vůle          | Matúš Ryšan        | Gabriel Merz, Michael Zeeh, Valeria Schulczová                  | 2. června 2025  | 0,970                |
| 241          | 14        | Nenasytnost            | Matúš Ryšan        | Axel Hildebrand, Valeria Schulczová                             | 9. června 2025  | 1,019                |

### Dvanáctá řada (2025)
- 10. rok

V době premiéry uváděno v televizních programech průběžným číslováním, tzn. bez označení řady a začalo se od dílu č. 242.
| Č. v seriálu | Č. v řadě | Původní název | Režie       | Scénář | Premiéra v ČR | Sledovanost (v mil.) |
| ------------ | --------- | ------------- | ----------- | ------ | ------------- | -------------------- |
| 242          | 1         |               | Matúš Ryšan | ?      |               | ?                    |
| 243          | 2         |               | Peter Magát | ?      |               | ?                    |
| 244          | 3         |               | Peter Magát | ?      |               | ?                    |
| 245          | 4         |               | Peter Magát | ?      |               | ?                    |
| 246          | 5         |               | Peter Magát | ?      |               | ?                    |